# Kudahuvadhoo
Kudahuvadhoo is een van de bewoonde eilanden van het Dhaalu-atol behorende tot de Maldiven. Kudahuvadhoo is de hoofdstad van het Dhaalu-atol.

## Demografie
Kudahuvadhoo telt (stand maart 2007) 773 vrouwen en 789 mannen.

## Mogelijk vermiste MH370
Eilandbewoners zeggen een laagvliegend vliegtuig te hebben gezien op de ochtend van 8 maart 2014, dit is dezelfde ochtend waarop de verdwijning van vlucht MH370 plaatsvond. Ze herkende de rood-blauwe streep die op vliegtuigen van Malaysia Airlines staan. Ook zeggen sommigen een harde knal te hebben gehoord, mogelijk op het moment waarop het vliegtuig in de oceaan verdween.